# Mistrzostwa Polski w piłce siatkowej mężczyzn (1935)
Mistrzostwa Polski w piłce siatkowej mężczyzn 1935 – 7. edycja rozgrywek o mistrzostwo Polski w piłce siatkowej mężczyzn. Rozgrywki miały formę turnieju rozgrywanego w Wilnie. W turnieju mogły wziąć udział drużyny, które zwyciężyły w eliminacjach okręgowych.

## Rozgrywki
Uczestniczące w mistrzostwach drużyny zostały podzielone na dwie grupy, z których do finału kwalifikowały się po dwa zespoły. W grupach i w finale grano systemem "każda drużyna z każdą".
- Grupa I : AZS Wilno,  KPW Poznań, Strzelec Łódź

 Wyniki grupy I 
| Data       | Drużyna 1  | Wynik | Drużyna 2     | Sety        |
| ---------- | ---------- | ----- | ------------- | ----------- |
| 01.06.1935 | KPW Poznań | 2:0   | Strzelec Łódź | 15:10, 15:0 |
| 01.06.1935 | AZS Wilno  | 2:0   | KPW Poznań    | 15:12, 15:9 |
| 01.06.1935 | AZS Wilno  | 2:0   | Strzelec Łódź | 15:5, 16:14 |

- Grupa II: AZS Warszawa, Sokół Toruń, Sokół II Lwów

Wyniki grupy II
| Data       | Drużyna 1    | Wynik | Drużyna 2     | Sety              |
| ---------- | ------------ | ----- | ------------- | ----------------- |
| 01.06.1935 | Sokół Toruń  | 2:1   | Sokół II Lwów | 18:16, 3:15, 15:9 |
| 01.06.1935 | AZS Warszawa | 2:0   | Sokół Toruń   | 15:3 15:10        |
| 01.06.1935 | AZS Warszawa | 2:0   | Sokół II Lwów | 15:9 15:7         |

 Wyniki fazy finałowej 
| Data       | Drużyna 1    | Wynik | Drużyna 2   | Sety               |
| ---------- | ------------ | ----- | ----------- | ------------------ |
| 02.06.1935 | AZS Warszawa | 2:0   | AZS Wilno   | 15:11, 15:9        |
| 02.06.1935 | AZS Warszawa | 2:1   | KPW Poznań  | 15:10, 8:15, 15:12 |
|            |              |       |             |                    |
| 02.06.1935 | AZS Warszawa | 2:0   | Sokół Toruń | 15:8, 17:15        |
| 02.06.1935 | AZS Wilno    | 2:0   | KPW Poznań  | 15:8, 17:15        |
|            |              |       |             |                    |
| 02.06.1935 | AZS Wilno    | 2:1   | Sokół Toruń | 15:3, 8:15, 15:7   |
| 02.06.1935 | Sokół Toruń  | 2:1   | KPW Poznań  | 15:10, 4:15, 15:12 |

## Składy najlepszych drużyn
- AZS Warszawa: J. Lutz, Z. Nowakowski, E. Olszewski, L. Stypiński, Romuald Wirszyłło, K. Wejchert, B. Kozłowski, S. Leinweber, K. Staniszewski.
- AZS Wilno: W. Gierutto, W. Wieromiej, Z. Hoppen, W. Minerwin, W. Szumakowicz, J. Wowkiewicz, D. Łapiński
- Sokół Toruń: Tilgner, Matuszek, Horyza, Wirski, Nolkirch, Trokowski.

## Klasyfikacja końcowa
| Miejsce | Drużyna       |
| ------- | ------------- |
| złoto   | AZS Warszawa  |
| 2.      | AZS Wilno     |
| 3.      | Sokół Toruń   |
| 4.      | KPW Poznań    |
| 5.      | Sokół II Lwów |
| 6.      | Strzelec Łódź |

## Dodatkowe informacje
- W pierwszym dniu zawodów w parku sportowym zaczął padać grad ze śniegiem.